# 紅頭環蛇
紅頭環蛇是一種具有鮮豔的顏色的大型毒蛇，身長可達2.1米。它生活在低地雨林中，包括島嶼上的雨林，但被認為不常見。它主要以特定的蛇類為食。在東南亞，紅頭環蛇分佈於馬來西亞、泰國、南印度和印度尼西亞（蘇門答臘），在婆羅洲有一個亞種。對其毒液的效果研究很少，因為該物種的咬人紀錄極為罕見。

## 描述
該物種有非常醒目和獨特的顏色，即鮮紅色的頭和尾部，黑色的身體，包括低側的窄藍白色條紋。紅頭環蛇擁有大而光滑的鱗片，整體外觀富有光澤和極具吸引力。牠們移動緩慢且通常不會攻擊，除非受到嚴重挑釁和威脅。紅頭環蛇的平均長度為4—5英尺（1.2—1.5），最長為7英尺（2.1）。它們的上頜骨上有短而空心的尖牙，底部有入口，尖端附近有出口。毒液會被輸送到入口並通過尖牙尖端的孔。它們類似於另一種毒蛇爪哇麗紋蛇（Calliophis bivirgata）和無毒的紅頭鐵線蛇（Calamaria schlegeli）。

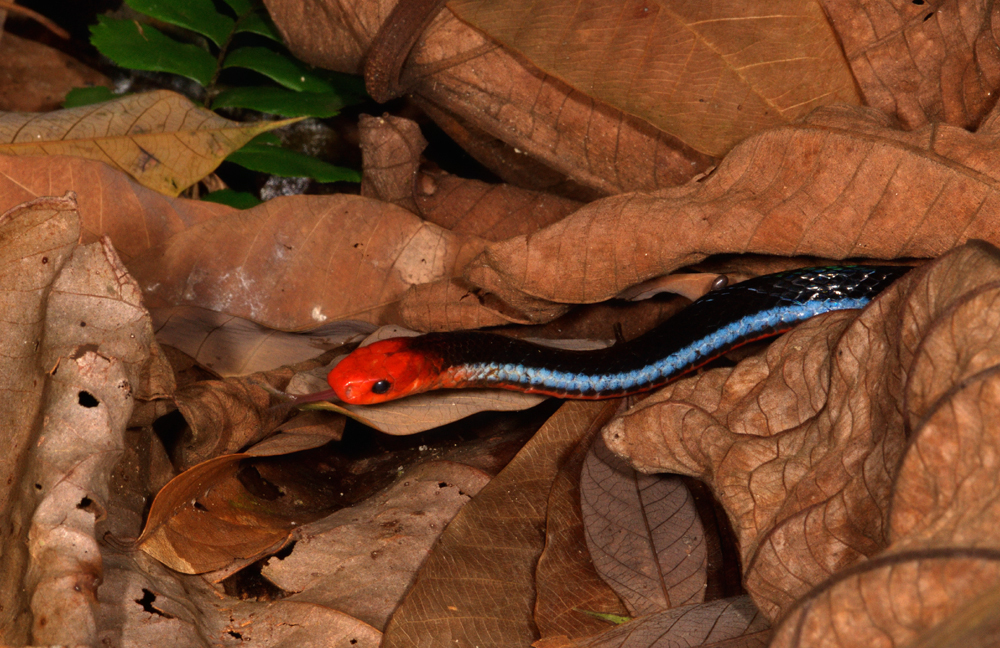
爪哇麗紋蛇

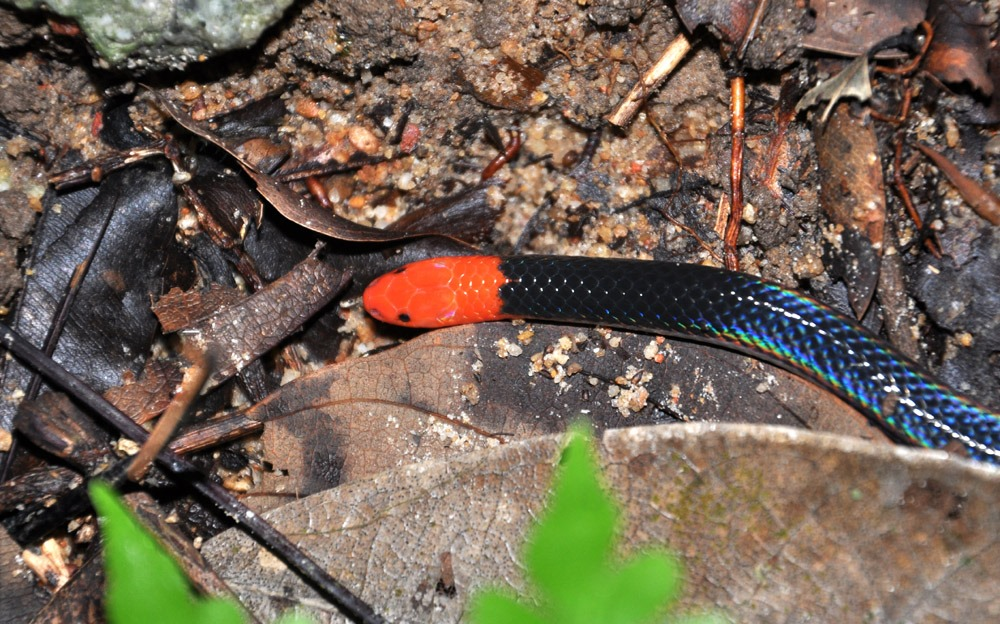
紅頭鐵線蛇

## 分佈和棲息地
紅頭環蛇出現在緬甸南部和泰國、柬埔寨、越南、馬來西亞半島、婆羅洲和馬來西亞（刁曼島）和印度尼西亞的一些島嶼（邦加、蘇門答臘、爪哇、勿里洞）。亞種B. f. baluensis在沙巴（婆羅洲）被發現。
紅頭環蛇主要棲息在山區和丘陵地區的熱帶雨林中。在人類居住地附近幾乎找不到它們。

## 行為
它們有夜行性，部分是水生的。曾被認為主要以其他蛇類為食，它們的飲食中包括石龍子、蜥蜴、青蛙、小型哺乳動物和蛇卵。儘管它們有潛在的致命性，但通常不認為在白天對人類有高風險。它們被描述為行動遲緩、昏昏欲睡和極其無害。它們通常在白天隱藏起來，當受到干擾時將頭埋入地面或將隱藏在扁平或捲曲的身體中。在夜間，它們很活躍且非常危險。

## 亞種
| 亞種學名                     | 圖片 | 分佈地區 |
| ---------------------------- | ---- | --- |
| Bungarus flaviceps flaviceps |      | 緬甸南部和泰國、柬埔寨、越南、馬來西亞半島、婆羅洲和馬來西亞（刁曼島）和印度尼西亞的一些島嶼（邦加、蘇門答臘、爪哇、勿里洞） |
| Bungarus flaviceps baluensis |      | 沙巴（婆羅洲） |

## 毒性
紅頭環蛇是一種劇毒蛇，但很少有被咬傷的報告。紅頭環蛇的毒液主要是神經毒素，阻止神經肌肉突觸之間的交流，因受害者無法再自行呼吸而導致癱瘓和窒息死亡。當紅頭環蛇的毒液生效時，最受神經支配的肌肉首先受到影響：抬高上眼瞼、眼球和睫狀體的肌肉以及控制晶狀體的肌肉。在被咬後20分鐘到幾個小時之間，受害者可能難以保持眼瞼張開。這種疾病被稱為雙側上瞼下垂，是嚴重中毒的典型跡象。其他常見症狀包括複視、吞嚥困難、嘔吐、頭痛和唾液分泌過多。一段時間後，癱瘓的症狀往往會惡化，各種肌肉逐漸疲勞，包括下頜的肌肉，在某些情況下會被麻痺。由於控制呼吸的主要肌肉橫膈膜麻痺，可能會出現呼吸窘迫。毒液中還包含一部新型突觸後神經毒素，稱為κ-黃曲霉毒素，是自律神經節中菸鹼傳遞的有效抑製劑。神經毒性症狀可以自然消退，或通過施用抗蛇毒血清或使乙酰膽鹼酯酶失活的藥物而更快地消退，乙酰膽鹼酯酶是一種酶，可自然地破壞在神經肌肉突觸處將信號從神經傳遞到肌肉的化學信號。

## 外部連結
- Bungarus flaviceps，CalPhotos Photo Database，University of California, Berkeley
- B. flaviceps at Thailand Snakes （页面存档备份，存于）. Accessed 19 Dec 2014.